# Eureka Street (roman)
Eureka Street est un roman de Robert McLiam Wilson, écrit en 1996, décrivant avec des personnages hauts en couleur, le Belfast de la fin du conflit nord-irlandais dans les années 1990.

## Principaux personnages
- Jake Jackson, le narrateur, travaille à la récupération des objets impayés dans le Belfast des années 1990, ancien étudiant orphelin, d'origine catholique, mais non croyant, coutumier des bagarres est romantique et pacifiste. Sa petite amie Sarah, anglaise, l'a quitté il y a 6 mois, fuyant l'insécurité de Belfast.
- Chuckie Lurgan est l'ami de Jake. D'origine protestante, il fréquente plutôt les milieux  catholiques. A trente ans, constatant qu'il n'a rien fait de sa vie, il décide de gagner de l'argent, et il ne manque pas d'idées ni de talent pour réaliser ses plans.
- Crab et Hally, sont des collègues violents travaillant avec Jake à la récupération.
- Max, est une jeune américaine, fille d'un diplomate américain assassiné à Belfast, elle sort avec Chuckie.
- Aoirghe Jenkins, militante catholique, amie de Max, par ses positions extremistes elle est en constant désaccord avec Jake.
- Roche, est un jeune garçon traînant dans les rues de Belfast.